# Нескужув-Старий
Нескужув-Старий (пол. Nieskurzów Stary) — село в Польщі, у гміні Бацьковиці Опатовського повіту Свентокшиського воєводства.
Населення — 547 осіб (2011).
У 1975-1998 роках село належало до Тарнобжезького воєводства.

## Демографія
Демографічна структура на день 31 березня 2011 року:
|          | Загалом | Допрацездатний вік | Працездатний вік | Постпрацездатний вік |
| -------- | ------- | ------------------ | ---------------- | -------------------- |
| Чоловіки | 272     | 60                 | 184              | 28                   |
| Жінки    | 275     | 53                 | 158              | 64                   |
| Разом    | 547     | 113                | 342              | 92                   |